# Gerhard Dengler
Gerhard Dengler (* 24. Mai 1914 in Reinhausen; † 3. Januar 2007 in Hennigsdorf) war ein deutscher Journalist und Vizepräsident des Nationalrats der Nationalen Front.

## Leben
Dengler war der Sohn des Rektors der Forstakademie Eberswalde, Alfred Dengler. Er studierte von 1934 bis 1939 Publizistik. Zwischen 1935 und 1937 absolvierte er seinen Wehrdienst beim Artillerieregiment 3 in Frankfurt (Oder). Am 11. Oktober 1937 beantragte er die Aufnahme in die NSDAP und wurde rückwirkend zum 1. Mai desselben Jahres aufgenommen (Mitgliedsnummer 5.470.128). Dengler war auch Mitglied der SA, nachdem er schon seit 1932 Mitglied im Jung-Stahlhelm war.
Im Jahr 1939 promovierte er kurz vor der erneuten Einberufung zur Wehrmacht. Seine Einheit nahm sowohl am Überfall auf Polen als auch am Feldzug gegen Frankreich teil. Hier wurde er zeitweise Standortkommandant von Autun. Als Hauptmann der Wehrmacht nahm er an der Schlacht bei Stalingrad teil. Er kapitulierte mit seiner Einheit separat Anfang 1943 und wurde dann Mitglied des Nationalkomitees Freies Deutschland. Jahrzehnte später sagte er dazu in einem Interview im Deutschlandfunk: Meine bürgerliche überkommene Anschauung und Gesinnung von dieser bürgerlichen Gesellschaft, in der ich groß geworden bin, die war in Stalingrad verbrannt.
In der Sowjetischen Besatzungszone wurde er 1946 Mitglied der SED. Zunächst war er bei der Sächsischen Zeitung in Dresden tätig. Im Mai 1946 wechselte er nach Leipzig, wo er bis 1948 Chefredakteur der Leipziger Volkszeitung war. Von November 1948 bis Mai 1949 war er Chefredakteur bei der DEFA-Wochenschau Der Augenzeuge. Anschließend wechselte er zur Redaktion des Neuen Deutschlands. Für das Zentralorgan der SED war er von 1953 bis 1958 als Korrespondent in Bonn tätig. Nach Berlin zurückgekehrt wurde Dengler 1958 Chefkommentator des Deutschlandsenders; er löste dabei Karl-Eduard von Schnitzler ab. 1959 trat er als stellvertretender Vorsitzender in das Büro des Präsidiums des Nationalrats der Nationalen Front ein.
1966 wurde er zum Vizepräsidenten des Nationalrates der Nationalen Front ernannt. Dieses Amt übte er bis 1969 aus. Von 1962 bis 1967 leitete er die Arbeitsgruppe Braunbuch, Kriegs- und Naziverbrecher in der Bundesrepublik und Berlin (West) im Nationalrat. 1969 wechselte er dann an die Deutsche Akademie für Staats- und Rechtswissenschaft, wo er bis zum Erreichen des Rentenalters 1979 die Sektion Auslandsinformation leitete. 1961 wurde ihm der Vaterländische Verdienstorden in Bronze und 1964 in Silber verliehen. 1989 erhielt er den Orden Stern der Völkerfreundschaft in Silber.
Gerhard Dengler trat 1990 in die PDS über und war bis zu seinem Lebensende im Verband Deutscher in der Résistance, in den Streitkräften der Antihitlerkoalition und der Bewegung „Freies Deutschland“ (DRAFD) e. V. aktiv.

## Schriften
- Zwei Leben in einem, Berlin, Militärverlag der DDR, 1989
- Viele Beulen im Helm. Mein Leben als SED-Funktionär, Books-on-demand, 2000
- Braunbuch. Kriegs- und Naziverbrecher in der Bundesrepublik und in Berlin (West) mit einem Gespräch mit dem Leiter der damaligen Arbeitsgruppe, Prof. Dr. Gerhard Dengler (Hrsg. Norbert Podewin), Reprint der Aushabe von 1968, edition ost, Berlin 2002, ISBN 3-360-01033-7